# شهرستان کرومسکوی
شهرستان کرومسکوی (به لاتین: Kromskoy District) یک شهرستان در روسیه است که در استان اریول واقع شده‌است.